# Jehu Baker

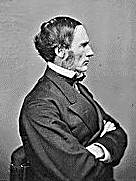
Jehu Baker

Jehu Baker (* 4. November 1822 bei Lexington, Kentucky; † 1. März 1903 in Belleville, Illinois) war ein US-amerikanischer Politiker. Zwischen 1865 und 1899 vertrat er dreimal den Bundesstaat Illinois im US-Repräsentantenhaus.

## Werdegang
Im Jahr 1829 kam Jehu Baker mit seinem Vater nach Lebanon in Illinois. Er besuchte die öffentlichen Schulen seiner neuen Heimat sowie das McKendree College. Nach einem anschließenden Jurastudium und seiner 1846 erfolgten Zulassung als Rechtsanwalt begann er in Belleville in diesem Beruf zu arbeiten. Zwischen 1861 und 1865 war er Master in Chancery im dortigen St. Clair County. Politisch wurde er Mitglied der Republikanischen Partei.
Bei den Kongresswahlen des Jahres 1864 wurde Baker im zwölften Wahlbezirk von Illinois in das US-Repräsentantenhaus in Washington, D.C. gewählt, wo er am 4. März 1865 die Nachfolge von William Ralls Morrison antrat. Nach einer Wiederwahl konnte er bis zum 3. März 1869 zunächst zwei Legislaturperioden im Kongress absolvieren. Im April 1865 endete der Bürgerkrieg. Seit 1865 war die Arbeit des Kongresses von den Spannungen zwischen den Republikanern und Präsident Andrew Johnson überschattet, die in einem nur knapp gescheiterten Amtsenthebungsverfahren gipfelten. Von 1865 bis 1867 war Baker Vorsitzender des Ausschusses zur Kontrolle der Ausgaben des Postministeriums. Danach leitete er bis 1869 den Bildungsausschuss. Während dieser Zeit wurden der 13. und der 14. Verfassungszusatz ratifiziert.
In den Jahren 1878 bis 1881 sowie nochmals von 1882 bis 1885 war Jehu Baker amerikanischer Gesandter in Venezuela. Bei den Wahlen des Jahres 1886 wurde er im 18. Distrikt seines Staates erneut in den Kongress gewählt, wo er zwischen dem 4. März 1887 und dem 3. März 1889 eine weitere Amtszeit absolvieren konnte. 1888 wurde er nicht wiedergewählt. In den folgenden Jahren praktizierte Baker wieder als Anwalt. Außerdem wechselte er zur Demokratischen Partei. 1896 wurde er als deren Kandidat im 21. Bezirk von Illinois ein weiteres Mal in den Kongress gewählt. Zwischen dem 4. März 1897 und dem 3. März 1899 absolvierte er dort seine letzte Legislaturperiode. In diese Zeit fiel der Spanisch-Amerikanische Krieg. Im Jahr 1898 verzichtete er auf eine weitere Kandidatur. Danach arbeitete er wieder als Jurist. Jehu Baker starb am 1. März 1903 in Belleville.